# Wach (gmina)
Wach (od 1931 Czarnia) – dawna gmina wiejska istniejąca w latach 1867–1931 w guberni łomżyńskiej i woj. białostockim. Siedzibą władz gminy był Wach.
Gmina Wach powstała 1 stycznia?/13 stycznia 1867 w związku z reformą gminną w Królestwie Polskim. Należała do powiatu ostrołęckiego w guberni łomżyńskiej. 31 maja 1870 do gminy przyłączono kilka wsi z gminy Myszyniec.
W okresie międzywojennym gmina Wach należała do powiatu ostrołęckiego w woj. białostockim.
1 kwietnia 1931 z gminy Wach wyłączono:
- miejscowości Białusny Lasek, Drężek, Gadomskie, Wydmusy, Wykrot, Zalesie i Zdunek, włączając je do gminy Myszyniec,
- miejscowość Wach, włączając ją do gminy Dylewo[5].

Po zmianach tych, jednostkę o nazwie gmina Wach zniesiono 11 lipca 1931, przemianowując ją na gminę Czarnia (Bandysie, Brzozowy Kąt, Charciabałda, Cupel, Czarnia, Długie, Kopaczyska, Michałowo, Olszyny, Ruchaje, Surowe i Zawady).
W wyniku agresji III Rzeszy na Polskę we wrześniu 1939 tereny byłej gminy znalazły się pod okupacją niemiecką i do wyzwolenia weszła w skład Landkreis Scharfenwiese, Regierungsbezirk Zichenau III Rzeszy.

## Demografia
Według Powszechnego Spisu Ludności z 1921 roku gminę zamieszkiwało 8.104 osoby, 8.094 było wyznania rzymskokatolickiego, 5 prawosławnego a 5 mojżeszowego. Jednocześnie 8.098 mieszkańców zadeklarowało polską przynależność narodową, 1 rosyjską a 5 żydowską. Było tu 1.416 budynków mieszkalnych.